# Страдомія-Вежхня
Страдомія-Вежхня (пол. Stradomia Wierzchnia, нім. Ober Stradam) — село в Польщі, у гміні Сицув Олесницького повіту Нижньосілезького воєводства.
Населення — 1083 особи (2011).
У 1975-1998 роках село належало до Каліського воєводства.

## Демографія
Демографічна структура станом на 31 березня 2011 року:
|          | Загалом | Допрацездатний вік | Працездатний вік | Постпрацездатний вік |
| -------- | ------- | ------------------ | ---------------- | -------------------- |
| Чоловіки | 529     | 117                | 371              | 41                   |
| Жінки    | 554     | 119                | 331              | 104                  |
| Разом    | 1083    | 236                | 702              | 145                  |